# ساهره شریف
ساهره شریف (زاده ۱۳۴۰ ولسوالی مندوزی خوست) سیاستمدار افغانستان و نماینده مردم ولایت خوست در دوره‌های پانزدهم و شانزدهم مجلس نمایندگان است. وی در مجلس شانزدهم نمایندگان افغانستان عضو کمیسیون منابع طبیعی و محیط زیست می‌باشد.

## زندگی‌نامه
ساهره شریف‌زاده ۱۳۴۰ از ولسوالی مندوزی ولایت خوست می‌باشد. ایشان تحصیلات دبیرستان/لیسه خود را در سال ۱۹۸۰ از لیسه آریانا در کابل به پایان رسانید و توانست در مقطع تحصیلات عالی مدرک لیسانس در رشته علوم تربیتی در سال ۱۹۸۵ و مدرک کارشناسی ارشد/ماستری در رشته علوم تربیتی در سال ۱۹۹۱ از دانشگاه کابل کسب کند. وی علاوه بر تدریس داوطلبانه در دانشگاه خوست٫ ۵ کتاب در خصوص نقش سیاسی، فرهنگی، اقتصادی زنان در تاریخ افغانستان را به چاپ رسانده‌است.

## دیگر فعالیت‌ها
دیگر فعالیت‌های ایشان:
- عضو مسلکی – علمی آکادمی علوم (۱۳۶۵–۱۳۷۵).
- معلم در کمپ مهاجرین پیشاور (۱۳۷۷–۱۳۸۳).
- رئیس امور زنان ولایت خوست.
- استاد افتخاری دانشگاه خوست (۱۳۸۴).
- نماینده مردم خوست در دوره‌های پانزدهم و شانزدهم مجلس نمایندگان.